# プリメーラ・ディビシオンRFEF 2021-22
プリメーラ・ディビシオンRFEF 2021-2022は、完全プロリーグとして新たに創設されたプリメーラ・ディビシオンRFEFの第1回目のシーズンである。これまで行われていたセグンダ・ディビシオンBは、セグンダ・ディビシオンRFEFへと改名され、4部相当のリーグとなる。このリーグは、40クラブが参加する予定であり、地域ごとに分けられた各グループ20クラブの2グループで開催される。それぞれのグループ優勝クラブがセグンダ・ディビシオンへと自動昇格し、2位から5位の両グループ計8クラブがプレーオフを経て昇格。各グループ下位5クラブはセグンダ・ディビシオンRFEFへと降格する。

## 参加予定クラブ
合計40クラブが参加し、そのうち4クラブはセグンダ・ディビシオン2020-21から降格したクラブで、残る36クラブはセグンダ・ディビシオンB2020-21から参入したクラブとなる。
セグンダ・ディビシオンから降格したクラブ
| - アルバセテ - カステリョン | - UDログロニェス - サバデル |  |

セグンダ・ディビシオンBから昇格したクラブ
| - アルコヤーノ - アルヘシラス - アンドラ - アスレティック・ビルバオB - アトレティコ・バレアレス - アトレティコ・サンルケーニョ - バダホス - バルセロナB - ベティスB - カラオラ - セルタB - コルネジャ | - クルトゥラル・レオネサ - デポルティーボ・ラ・コルーニャ - エストレマドゥーラ - ジムナスティック・タラゴナ - インテルナシオナル - リナーレス - リネンセ - リャゴステラ - ラシン・フェロル - ラシン・サンタンデール - ラージョ・マハダオンダ - レアル・マドリードB | - レアル・ウニオン - サン・フェルナンド - サン・セバスティアン・デ・ロス・レジェス - SDログロニェス - セビージャB - タラベラ・デ・ラ・レイナ - トゥデラーノ - UCAMムルシア - ウニオニスタス - バリャドリードB - ビジャレアルB - サモラ |